# Life Is Strange 2
Life Is Strange 2 è un videogioco di tipo avventura grafica a episodi sviluppata da Dontnod Entertainment e pubblicata da Square Enix. È il quarto titolo prodotto della serie Life Is Strange. Il primo dei cinque episodi totali è stato pubblicato il 27 settembre 2018 per Microsoft Windows, PlayStation 4 e Xbox One. Dopo l'uscita dell'ultimo episodio sono arrivate le versioni per macOS e Linux, sviluppate e pubblicate da Feral Interactive, e Nintendo Switch.

## Trama
28 ottobre 2016, Seattle. Sean Diaz, di 16 anni, torna a casa da scuola e inizia a prepararsi per la festa in programma per la sera stessa. Più tardi, contatta su Skype la sua migliore amica, Lyla, per discutere degli ultimi preparativi per la festa, quando all'improvviso vede in giardino il suo vicino di casa, Brett, strattonare furiosamente suo fratello minore, Daniel Diaz, di 9 anni. Sean si precipita in giardino dove nasce un litigio tra Sean e Brett in cui quest'ultimo resta accidentalmente ferito. Sopraggiunge quindi un poliziotto, dopodiché il padre dei due fratelli esce di casa per cercare di calmare l'agente, il quale però va nel panico e spara all'uomo uccidendolo. Daniel, in preda alla rabbia, libera i propri poteri telecinetici ed uccide involontariamente il poliziotto, dopodiché perde conoscenza. Sean prende quindi il fratello e scappa verso sud prima che arrivi la polizia.
Due giorni dopo, Sean e Daniel (che non si ricorda niente di quanto accaduto e pensa di essere semplicemente in gita) stanno camminando vicino al Monte Rainier, e decidono di accamparsi in un parco per la notte. Il giorno dopo, i due raggiungono una stazione di servizio per fare provviste. Il razzista proprietario, di nome Hank, che ha letto sui giornali che i due giovani sono ricercati dalla polizia per il sospetto omicidio di un poliziotto, riesce a catturare Sean e ad intrappolarlo nel suo ufficio in attesa dell'arrivo dei poliziotti, mentre Daniel riesce a scappare. La notte stessa, Daniel aiuta il fratello a scappare, dopodiché i due fuggono insieme a una cagnolina che chiamano “Funghetto” e a Brody, un giornalista conosciuto alla stazione che ha deciso di aiutarli.
Più tardi, Brody porta i due fratelli in un motel dell’Oregon, dopodiché si congeda da loro dopo aver dato a Sean un po' di soldi e alcuni consigli per aiutare i due a raggiungere Puerto Lobos, la loro casa paterna in Messico nello stato del Sonora, dove i due fratelli sono diretti. Sean e Daniel si preparano quindi ad andare a dormire, ma Daniel scopre in televisione quello che è successo a Seattle e incolpa il fratello per avergli mentito sulla morte del padre, risvegliando per un momento i propri poteri. Sean riesce comunque a calmare Daniel, e il giorno dopo i due salgono su un autobus diretti a sud.
Per alcune settimane, i due fratelli si rifugiano in una baita abbandonata, dove Sean insegna a Daniel a controllare i propri poteri. Quando le provviste iniziano a scarseggiare e la salute del fratellino peggiora per colpa del freddo invernale, Sean decide che è il momento di lasciare la baita per cercare aiuto dai loro nonni materni, che vivono nella cittadina di Beaver Creek, in Oregon. La mattina dopo, la cagnolina che li aveva accompagnati fino a quel momento viene uccisa da un puma fuori dalla baita, e i due sono costretti a partire senza di lei.
Giunti a Beaver Creek, Sean e Daniel vengono accolti dai nonni Stephen e Claire Reynolds, nonostante loro sappiano degli eventi di Seattle e quindi consiglino ai nipoti di non uscire di casa per non farsi vedere dagli altri abitanti del paese. Una settimana più tardi, mentre si trovano in giardino, Sean e Daniel notano Chris Eriksen (protagonista de Le fantastiche avventure di Captain Spirit), il figlio del vicino di casa, mentre sale velocemente sulla propria casa sull'albero e cade accidentalmente: Daniel usa i propri poteri per frenare la caduta del bambino e salvarlo, dopodiché sopraggiunge il padre Charles (ignaro di quanto è successo) per riportarlo in casa. Nasce quindi un'amicizia tra i fratelli Diaz e gli Eriksen, che invitano i due fratelli ad accompagnarli a comprare un albero di Natale al mercatino del paese. Qui Sean e Daniel incontrano Cassidy, un'artista di strada che vive alla giornata insieme al suo amico Finn e ad altri ragazzi passando di città in città.
Tornati a casa dei nonni, attualmente fuori a messa, Daniel suggerisce di entrare di nascosto in camera di Karen, la loro madre, che Claire teneva chiusa a chiave: Karen, infatti, otto anni prima aveva abbandonato sia i Diaz che i suoi genitori per ragioni sconosciute, e i Reynolds proibivano di parlarne. Nella stanza, i due fratelli trovano una lettera recente della madre che invita i genitori a proteggere i suoi figli, e quando Claire sopraggiunge nasce un litigio tra i tre, interrotto però dalle urla di dolore di Stephen che, al piano di sotto, era rimasto intrappolato sotto a una pesante credenza. Sean e Daniel liberano il nonno, ma poco dopo suona la polizia, che sa della presenza dei Diaz in casa dei Reynolds. Sean e Daniel sono quindi costretti a scappare di nuovo, mentre Claire si scusa con i fratelli e, insieme a Stephen, cerca di far guadagnare loro un po' di tempo, e i due fratelli si allontano dalla casa per poi salire su un treno merci e continuare la loro fuga.
Sean e Daniel incontrano nuovamente Finn e Cassidy e si uniscono al loro gruppo. Per mettere da parte i soldi necessari a proseguire il loro viaggio senza farsi scoprire dalla polizia, iniziano a lavorare in una piantagione illegale di marijuana gestita da uno spacciatore di nome Merrill. Sean inizia a passare sempre più tempo insieme a Cassidy, mentre Daniel, sentendosi trascurato dal fratello, stringe un forte rapporto con Finn e nel frattempo si esercita da solo nel controllare i propri poteri, che stanno diventando sempre più forti. Durante una giornata di lavoro, Daniel si intrufola di nascosto nell'ufficio di Merrill ma viene scoperto da Big Joe, lo scagnozzo di Merrill; Merrill decide quindi di licenziare i due fratelli, e quando Big Joe prova a colpire Daniel quest'ultimo manifesta accidentalmente i propri poteri di fronte a Finn e Cassidy, che promettono ai fratelli Diaz di mantenere il segreto. La notte prima della partenza di Sean e Daniel, i ragazzi festeggiano nel loro accampamento e Finn prova a convincere Sean a utilizzare i poteri di Daniel per rubare i soldi nella cassaforte di Merrill. A prescindere dalla decisione presa, Sean, Daniel, Finn e Cassidy vengono scoperti da Merrill in casa sua, il quale li minaccia con un fucile a pompa e avverte Big Joe; Daniel perde quindi il controllo dei propri poteri, distruggendo la casa e facendo perdere i sensi a tutti i presenti (Sean viene inoltre ferito a un occhio da una scheggia di vetro), per poi rubare i soldi di Merrill e andarsene da solo, abbandonando il fratello.
Due mesi dopo Sean si sveglia in ospedale dopo aver sognato Daniel cadere da un dirupo e si scopre essere stato in coma per settimane, ora sotto custodia dell'FBI. Nell'arco dei due mesi ha stretto una forte amicizia con Joey, l'infermiere che gli ha medicato l'occhio, ormai danneggiato dopo l'incidente a casa di Merrill, perdendo così la vista. Si scopre che gli altri membri del gruppo sono stati portati all'ospedale e poi dimessi da un mese, tra questi anche Cassidy, che lascia un biglietto di addio a Sean. 
Joey legato molto a Sean gli restituisce il suo diario e il ragazzo scopre una lettera all'interno lasciatogli da Jacob (un membro del gruppo che lavorava nella piantagione assieme a Sean e gli altri), in cui afferma che Jacob ha trovato Daniel dopo l'incidente e lo ha portato nella sua città natale di Haven Point, Nevada. Sean, indipendentemente dalla sua scelta, fugge dalla custodia e viaggia verso Haven Point. Durante il viaggio si imbatte in due malviventi, che irati, accusano il ragazzo di trovarsi nella loro proprietà e questi riconoscendo le origini messicane del ragazzo cominciano ad offenderlo e umiliarlo con toni razziali. I due uomini alla fine decidono di lasciare Sean, provato e affranto per quanto accaduto. Il giorno seguente si incammina a piedi verso Haven Point dove, stremato dal caldo e dalla stanchezza, riesce a trovare il luogo dove si trova Daniel. 
Sean scopre che Daniel è stato accolto da Lisbeth, il leader di un culto religioso nonché madre di Jacob, che presenta i poteri di Daniel come un dono divino per convertire i suoi seguaci. Sean felice di poter riabbracciare il fratellino corre da lui a riprenderlo, ma Daniel è cambiato, convertitosi anche lui alla setta religiosa, dovute alle sottomissioni psicologiche impartitagli da Lisbeth, e sorprendentemente non intende andarsene dal luogo che ormai lo ospita da due mesi. Sean sconvolto tenta in tutti i modi di convincere Daniel a lasciare il posto, ma viene cacciato via da Nicholas, un membro della setta, che minaccia con una pistola Sean intimandolo a non tornare più. Dopo un primo tentativo di recuperare Daniel, Sean improvvisamente viene accolto da sua madre Karen già a conoscenza della prigionia di Daniel in quanto Jacob ha contattato anche lei per chiedere aiuto di liberare Daniel. 
Karen dunque porta Sean in un motel per fargli riprendere le forze e qui si scopre che Karen aveva già tentato di riprendere Daniel, ma senza alcun successo. Inizialmente non è contento di vedere la madre, ancora in collera con lei per aver abbandonato la famiglia senza dare alcuna motivazione valida. Karen dispiaciuta e affranta cerca in tutti i modi di spiegare il motivo delle sue difficili decisioni, e alla fine mettendo da parte il passato, stabiliscono un piano con Jacob per salvare Sarah-Lee (la sorella di Jacob) e Daniel. Si intrufolano all'interno della casa di Lisbeth e trovano documenti che provano che Lisbeth aveva usato la terapia di conversione su Jacob perché egli aveva ammesso di essere omosessuale, e dunque cacciato dalla comunità in quanto considerato un peccatore. Tra gli altri fascicoli si scopre che Sarah-Lee è da tempo affetta da una grave polmonite, rifiutandosi di curarla da un medico in quanto nel loro credo è il potere di Dio che deciderà di curarla e dunque guarirla. 
Sean, indipendentemente se sarà sorpreso da Nicholas o meno, irrompe in chiesa insieme a Karen, che assistono ad un'altra riunione di Lisbeth con i poteri di Daniel in mostra. Sean a questo punto tenta in tutti i modi di convincere Daniel di essere stato manipolato solo per puri scopi personali e credenti ma non sembra intenzionato a lasciare Lisbeth. Nicholas interviene accanendosi fisicamente su Sean e picchiandolo davanti a Daniel. Sean resiste e nonostante i duri colpi inflitti da Nicholas dimostra a Daniel che non ha nessuna intenzione di abbandonarlo mai più, dimostrandogli tutto l'amore fraterno. Nonostante ciò Nicholas minaccia di sparare Sean, puntandogli una pistola in testa e Daniel assistendo alla scena si arrabbia scaraventando i poteri contro Nicholas e riuscendo così a disarmarlo. I due fratelli dunque si ricongiungono e scappano da una chiesa avvolta in fiamme insieme a Karen. 
Sean e Daniel viaggiano con Karen fino alla città eremita di Away, in Arizona, dove passano un mese vivendo insieme alla madre in una roulotte, cercando anche di rinconciliare i loro rapporti e prendendo gli ultimi accordi per attraversare il Messico. Karen racconta di come sia stata una decisione difficile dover abbandonare marito e figli e che la vita che si sentiva costretta a fare non era il suo mondo, ma nonostante questo non ha mai smesso di amare i suoi figli per quanto la decisione presa non sia stata facile.
Daniel fa amicizia con David Madsen che vive accanto a Karen, un ex agente di sicurezza di Arcadia Bay, nell'Oregon, (qui si scopre che David è il patrigno di Chloe, che vive ora una vita diversa, dopo le vicende accadute ad Arcadia Bay) aiutando Sean e Daniel ad attraversare il confine per il Messico, procurandogli una radio e la mappatura per attraversare il confine. Quando è giunta l'ora di ripartire, Sean e Daniel salutano Karen e i vicini con cui hanno stretto una forte amicizia, arrivando finalmente in macchina al muro di confine che li separa dal Messico-Stati Uniti, e grazie ai poteri di Sean riescono ad abbatterlo. 
Nel mentre i fratelli rientrano in macchina, Daniel viene colpito alla spalla da un proiettile e subito dopo fermati da due vigilantes, sorprendendo i ragazzi ad attraversare il confine. Sean disperato per il fratello a terra ferito chiede di essere liberato, ma viene incappucciato dai due vigilantes. Subito dopo si sente in sottofondo la polizia locale arrestare l'uomo e la donna, liberando così Sean. Il ragazzo non appena vede il fratello svenuto che viene portato dentro la vettura della polizia grida erroneamente il suo nome, smacherandosi di fronte all'agente. Viene portato alla centrale e interrogato dall'agente, accusandolo di aver ucciso il poliziotto a Seattle e delle altre vicende accadutesi durante il viaggio, tra queste quella di aver bruciato la chiesa con il coinvolgimento di Karen.
Durante l'interrogatorio Daniel ripresosi dalla sparatoria irrompe con i suoi poteri liberando Sean e i due fuggono verso un porto di entrata messicano, ma lo trovano bloccato dall'FBI e dagli agenti della pattuglia di frontiera degli Stati Uniti.
Sean deve decidere se arrendersi o tentare di attraversare il confine, con il risultato delle scelte passate avute con Daniel e la decisione finale. A seconda della scelta vi sono quattro finali: 
- REDENZIONE (Sean decide di arrendersi e Daniel accetta):   La polizia arresta Sean mentre affida Daniel ai nonni, siccome è troppo giovane per essere processato. 15 anni dopo, scontata la pena, Sean è libero di ricongiungersi con Daniel, la madre e Lyla (nel caso si è rimasti in contatto con lei nel corso del gioco). Più avanti, Sean e Daniel decidono di fare di nuovo un campeggio nel bosco in cui si erano fermati durante il viaggio, e mentre Daniel racconta tutto ciò che è successo in quel periodo, Sean scoppia a piangere (probabilmente non ha retto al carcere e al fatto di non aver visto Daniel crescere) e Daniel lo consola. Così, finita l’esperienza, i due inseparabili fratelli prendono con le loro macchine direzioni opposte, probabilmente per sempre, ma non prima che Daniel ululi per l’ultima volta a Sean, il lupo che l’ha cresciuto nel momento più difficile della vita.
- LUPO SOLITARIO (Sean decide di arrendersi e Daniel rifiuta):   Daniel se la prenderà con Sean per aver rinunciato al loro sogno ad un passo. Siccome durante il viaggio non è stato educato correttamente, Daniel avrà una reazione violenta e con il suo potere fa sfrecciare l’auto a tutta velocità, liberandosi anche della polizia al posto di blocco, ma appena varcato il confine Sean, per via di un proiettile, muore sotto gli occhi di Daniel. Sei anni dopo, Daniel riesce a raggiungere Puerto Lobos, dove è intento a imparare a disegnare sulla spiaggia e mentre torna a porgere degli omaggi ad una improvvisata tomba per suo fratello, dei gangster di strada lo intercettano, ma Daniel se ne sbarazza all’istante sfruttando a pieno i suoi poteri, visto che non ha più nulla da perdere, diventando un vero e proprio delinquente.
- FRATELLI DI SANGUE (Sean decide di attraversare il confine e Daniel accetta):   Sean dirà a Daniel di abbattere con il suo potere il posto di blocco della polizia e, senza esitazioni, Daniel lo sfrutta al massimo per aprire un varco e abbattere il cancello della frontiera per raggiungere Puerto Lobos. Sei anni dopo, i due fratelli aprono un’officina in onore del loro padre, ma un giorno dei gangster irrompono avendo come obiettivo Sean, ma Daniel riesce a salvarlo con i suoi poteri. Infine, vanno fuori sulla spiaggia godendosi il panorama, insieme, con una nuova vita lontana da tutto e tutti, senza più nessun legame con gli Stati Uniti.
- LE STRADE SI DIVIDONO (Sean decide di attraversare il confine e Daniel rifiuta):   Sean, senza esitare, parte a tutta velocità verso il cancello della frontiera, ma Daniel ha paura e, sebbene da una mano togliendo di mezzo alcune auto della polizia, poco prima di varcare il confine si getta fuori dall’auto, dicendo a Sean di non tornare indietro per lui mentre proseguirà la sua fuga. Così Daniel verrà arrestato per aggressione a pubblico ufficiale, ma potrà continuare la sua vita fuori da una prigione. Sei anni dopo, Daniel vive ancora coi nonni, indossando un bracciale alla caviglia per la libertà vigilata. Poco dopo, la nonna gli consegna una busta proveniente da Puerto Lobos, dove all’interno ci sarà una lettera, della sabbia e due foto tipo Polaroid: una raffigurante la spiaggia messicana e l’altra un selfie di Sean con Cassidy (se ha fatto l’amore con lei), o con Finn (se ha avuto una relazione con lui e lo ha perdonato per quanto accaduto), oppure da solo (se non ha fatto entrambe le cose precedenti).

## Modalità di gioco
Life Is Strange 2 è un'avventura grafica in terza persona. Il giocatore controlla Sean Diaz, fratello maggiore di Daniel, ed è in grado di interagire con l'ambiente, ottenere vari oggetti e parlare con vari NPC. Le conversazioni sono composte da scelte multiple con struttura ad albero, e le scelte prese dal giocatore possono determinare l'andamento delle conversazioni e gli eventi futuri, nonché influenzare l'umore di Daniel. Le decisioni prese durante lo spin-off Le fantastiche avventure di Captain Spirit avranno delle conseguenze anche all'interno di Life Is Strange 2.

## Episodi
| Titolo originale | Titolo italiano        | Regia                     | Sceneggiatura                   | Pubblicazione originale (PC, PS4, XOne) | Accoglienza                            | Accoglienza |
| Titolo originale | Titolo italiano        | Regia                     | Sceneggiatura                   | Pubblicazione originale (PC, PS4, XOne) | Metacritic                             |             |
| --- | ---------------------- | ------------------------- | ------------------------------- | --------------------------------------- | -------------------------------------- | ----------- |
| |                        |                           |                                 |                                         |                                        |             |
| Episode 1: Roads | Episodio 1: Roads      | Raoul Barbet, Michel Koch | Christian Divine, Jean-Luc Cano | 27 settembre 2018                       | (PC) 82/100 (PS4) 81/100 (XOne) 80/100 |             |
| Sean e Daniel, due fratelli, sono costretti a fuggire da Seattle dopo che un incidente apparentemente paranormale in cui si trovano coinvolti porta alla morte di loro padre . |                        |                           |                                 |                                         |                                        |             |
| Episode 2: Rules | Episodio 2: Rules      | Raoul Barbet, Michel Koch | Jean-Luc Cano                   | 24 gennaio 2019                         | (PC) 78/100 (PS4) 76/100 (XOne) 74/100 |             |
| Mentre Sean cerca di insegnare a Daniel a controllare il proprio potere, i due si dirigono verso casa dei propri nonni in cerca di un posto sicuro dove nascondersi. |                        |                           |                                 |                                         |                                        |             |
| Episode 3: Wastelands | Episodio 3: Wastelands | Raoul Barbet, Michel Koch | Jean-Luc Cano                   | 9 maggio 2019                           | (PC) 79/100 (PS4) 75/100 (XOne) 75/100 |             |
| Sean e Daniel, costretti nuovamente a fuggire verso sud, iniziano a lavorare in una piantagione di cannabis per guadagnarsi i soldi necessari per proseguire il loro viaggio verso il Messico.                                                                                      |                        |                           |                                 |                                         |                                        |             |
| Episode 4: Faith | Episodio 4: Faith      | Raoul Barbet, Michel Koch | Jean-Luc Cano                   | 22 agosto 2019                          | (PC) 82/100 (PS4) 77/100 (XOne) 74/100 |             |
| Dopo l'incidente nella piantagione, Sean si risveglia in ospedale e scopre che Daniel è scomparso. Gravemente ferito e prossimo all'arresto, Sean dovrà fare di tutto per scappare e ritrovare suo fratello.                                                                        |                        |                           |                                 |                                         |                                        |             |
| Episode 5: Wolves | Episodio 5: Wolves     | Raoul Barbet, Michel Koch | Jean-Luc Cano                   | 3 dicembre 2019                         | (PC) 85/100 (PS4) 82/100 (XOne) 83/100 |             |
| Ricongiunti i rapporti con la madre, Sean e Daniel vivono un breve periodo di tranquillità insieme a lei in una comunità nel deserto. Tuttavia, la polizia è ancora sulle loro tracce, e i due fratelli dovranno fuggire nuovamente verso sud e raggiungere il confine col Messico. |                        |                           |                                 |                                         |                                        |             |

## Sviluppo
Il gioco è stato annunciato da Dontnod Entertainment il 18 maggio 2017. Prima di iniziarne lo sviluppo, Dontnod Entertainment aveva deciso che Life Is Strange 2 sarebbe stato ambientato in un luogo diverso e, non volendo proseguire la storia 
di Max Caulfield, avrebbe riguardato nuovi personaggi. Lo sviluppo del gioco è iniziato all'inizio del 2016, sotto la supervisione dei direttori Michel Koch e Raoul Barbet.

## Promozione
A giugno 2018, durante l'E3 2018, Luc Baghadoust di Dontnod Entertainment ha affermato che Life Is Strange 2 sarebbe stato presentato ufficialmente entro un paio di mesi. Il 22 giugno è stato annunciato che il primo dei cinque episodi del gioco verrà pubblicato il 27 settembre 2018. Il 2 agosto è stato pubblicato un teaser del gioco, con cui viene inoltre annunciato che la presentazione ufficiale del titolo avverrà il 20 agosto. Il 20 agosto viene quindi pubblicato il primo trailer del primo episodio della serie attraverso il canale YouTube ufficiale del gioco. Il giorno successivo viene inoltre mostrato alla Gamescom 2018 un filmato di venti minuti con alcune sequenze di gioco. Il 20 settembre, a una settimana dall'uscita del primo episodio, viene pubblicato il trailer di lancio del gioco,
Nel novembre 2018, tramite un comunicato degli sviluppatori viene reso noto che il secondo episodio della serie, intitolato Rules, sarebbe uscito nel mese di gennaio 2019; più tardi, a dicembre, viene confermato il 24 gennaio 2019 come data d'uscita del secondo episodio e vengono pubblicati un filmato promozionale in live action e un teaser trailer di Episodio 2: Rules. Il 22 gennaio 2019 viene pubblicato il trailer di lancio definitivo di Episodio 2: Rules,
Il 2 maggio 2019 viene pubblicato il trailer di lancio di Episodio 3: Wastelands, insieme ad alcune immagini promozionali inedite.

## Distribuzione
Il primo episodio di Life Is Strange 2, intitolato Roads, è stato reso disponibile il 27 settembre 2018. Il secondo episodio, Rules, è uscito poi il 24 gennaio 2019.
Il 21 marzo 2019 vengono pubblicate le date d'uscita previste per i rimanenti episodi del gioco. Il 9 maggio viene pubblicato Episodio 3: Wastelands, mentre Episodio 4 è uscito il 22 agosto e Episodio 5 il 3 dicembre.
Feral Interactive ha pubblicato l'intera serie su macOS e Linux il 19 dicembre 2019.

## Accoglienza
Il primo episodio, Roads, è stato accolto in maniera positiva dalla critica, ottenendo dei buoni punteggi su Metacritic.

### Riconoscimenti
- 2018 – Gamescom[45][46]
  - Candidatura per Best Casual Game
  - Candidatura per Best Family Game
  - Candidatura per Best PC Game.
- 2018 - The Game Awards[47]
  - Candidatura per la miglior narrativa (Episodio 1)
  - Candidatura per il miglior gioco d'impatto
- 2018 - Golden Joystick Awards[48]
  - Candidatura per il miglior audio design
- 2019 - British Academy Video Games Awards[49]
  - Candidatura per il miglior gioco oltre l'intrattenimento (Episodio 1)
- 2019 - The Game Awards[50]
  - Candidatura per il miglior gioco d'impatto
- 2020 - British Academy Video Games Awards[51]
  - Miglior performance protagonista a Gonzalo Martin (Sean Diaz)
  - Candidatura per il miglior gioco oltre l'intrattenimento (Episodi 2-5)
  - Candidatura per la miglior narrativa (Episodi 2-5)
  - Candidatura per la miglior performance non protagonista a Jolene Andersen (Karen Reynolds)
  - Candidatura per la miglior performance non protagonista a Sarah Bartholomew (Cassidy)